# NGC 4640B
NGC 4640B је лентикуларна галаксија у сазвежђу Девица која се налази на NGC листи објеката дубоког неба.
Деклинација објекта је + 12° 17' 8" а ректасцензија 12h 43m 1,5s. Привидна величина (магнитуда) објекта NGC 4640 износи 16,2 а фотографска магнитуда 17,2. NGC 4640B је још познат и под ознакама NPM1G +12.0331, PGC 214021.